# Пам'ятник В'ячеславові Липинському (Затурці)
Пам'ятник В'ячеславові Липинському — перший пам'ятник українському політичному діячу, історику, історіософу, соціологу, публіцисту, теоретику українського консерватизму В'ячеславові Липинському (1882—1931), встановлений у 2002 році на території Затурцівського меморіального музею В'ячеслава Липинського на Волині.

## Історія
Пам'ятник Вячеславу Липинському відкрито 15 березня 2002 року у селі Затурці Локачинського району на Волині, де він народився і похований. Цей захід приурочений до 120-річчя від дня його народження.

## Автори
Бронзовий бюст це робота волинських скульпторів Ірини й Івана Дацюків та архітектора, заслуженого архітектора України Яноша Бідзілі встановлено на території Затурцівського меморіального музею В'ячеслава Липинського.
14 березня 2002 року у Луцьку відкрито меморіальну дошку на будинку, де мешкала родина Липинських.